# Rezerwat przyrody Opalenie Dolne
Rezerwat przyrody Opalenie Dolne – florystyczny rezerwat przyrody na obszarze Kociewia w gminie Gniew. Został utworzony na mocy zarządzenia Ministra Leśnictwa i Przemysłu Drzewnego z dnia 1 czerwca 1965 roku i zajmował powierzchnię 1,75 ha. Powołano go w celu zachowania ze względów naukowych i dydaktycznych zespołu roślinności leśno-stepowej. Ochroną rezerwatu objęto m.in. znajdujące się na obszarze lasu mieszanego stanowiska paprotnika kolczystego.
W 2013 roku decyzją Regionalnego Dyrektora Ochrony Środowiska w Gdańsku został scalony wraz z pobliskim rezerwatem Opalenie Górne w jeden rezerwat pod nazwą Opalenie.